# Rebelde (album)
Rebelde - debiutancki album meksykańskiego zespołu RBD. Album ukazał się 30 listopada 2004 w Meksyku. Album zawiera piosenki znane z telenoweli Rebelde. Z albumu pochodzą trzy Single, które ukazały się wraz z teledyskami a są to: Rebelde, Solo quédate en silencio i Salvame. Zaś czwartym i piątym nieoficjalnym singlem są piosenki Un poco de tu amor oraz Otro dia que va.

## Lista piosenek
1. Rebelde
2. Solo Quedate En Silencio
3. Otro Dia Que Va
4. Un Poco De Tu Amor
5. Ensename
6. Futuro Ex-Novio
7. Tenerte Y Quererte
8. Cuando El Amor Se Acaba
9. Santa No Soy
10. Fuego
11. Salvame

## Edición Diamante (Diamentowa Edycja) Bonus CD
1. Rebelde [Portugalska wersja]
2. Fique em silêncio [Portugalska wersja]
3. Querer-te [Portugalska wersja]
4. Galeria
5. Tapety i ikony
6. RBD gra